# Paracingulina inequicingulata
Paracingulina inequicingulata is een slakkensoort uit de familie van de Pyramidellidae. De wetenschappelijke naam van de soort is voor het eerst geldig gepubliceerd in 1938 door Nomura.